# 派赖斯泰格
派赖斯泰格，是匈牙利杰尔-莫雄-肖普朗州所辖的一个村。总面积22.50平方公里，总人口1383，人口密度61.5人/平方公里（2011年1月1日）。